# 三杯鶏

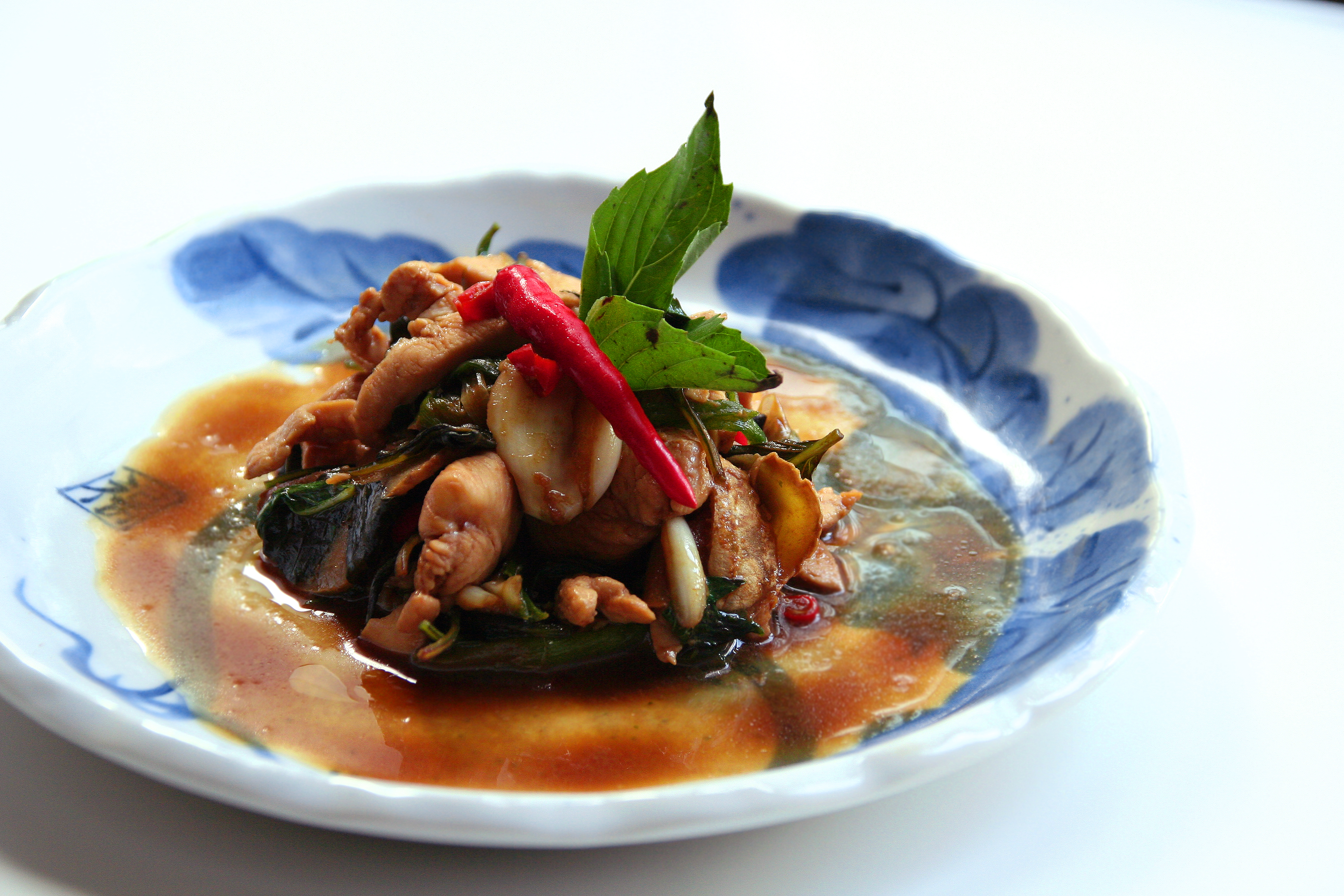
三杯鶏の例

三杯鶏（サンベイジー、英語: Sanbeiji / Three-Cup Chicken、繁体字中国語: 三杯雞、簡体字中国語: 三杯鸡、拼音: sān bēi jī、白話字 : sam-poe-ke）は鶏肉を使用した中華料理である。三杯鶏は中国南部江西省の名物料理でもあるが、現代では台湾で非常に人気のある料理となっている。

## 概要
台湾では、家庭料理としてもよく食されているが、レストランでも提供される。
「三杯」とはゴマ油、醤油、酒をそれぞれ等量を用いた調味料であり、鶏以外にも、イカを使った「三杯中巻」、エリンギを使った「三杯杏鮑菇」、ナスを使った「三杯茄子」などの料理がある。
また、台湾では九層塔（タイバジル）を入れて味付けするのが定番の組み合わせである。

## 発祥
江西省の客家料理に起源を持つ料理であり、江西省では三杯鶏は名物料理となっている。
13世紀後半、南宋の宰相だった文天祥が牢獄に入れられ、死刑執行日前に同情した刑務官が文天祥のために限られた食材を用いて作った料理が文天祥の出身地である江西省に伝わったという逸話もある。牢獄の事情で、調味料が1杯ずつしか使えなかったためとする言い伝えもある。
江西の伝統的な「三杯」は上述の台湾のものとは異なり、ラード、醤油、甜酒釀（糯米から作った甘酒のような発酵食品）とされる（調味料の組み合わせには諸説あり）。
このように三杯鶏は江西料理に由来し、台湾でローカライズされた料理といえるが、台湾では江西にルーツを持つ料理だとはあまり知られていない。

## 日本での展開
2024年に日本のレストランチェーン店・バーミヤンで土鍋煮風にアレンジされた「三杯鶏（サンペイジー）」が提供された。大ぶりにカットされた骨無しの鶏もも肉をショウガ、赤唐辛子、ニンニクと共に醤油、酒、ゴマ油の「三杯」で煮込んだ料理となっている。赤唐辛子が数本、丸ごと入っているが、辛さは風味付け程度であり、激辛料理ではない。